# Anabrus longipes
Anabrus longipes är en insektsart som beskrevs av Andrew Nelson Caudell 1907. Anabrus longipes ingår i släktet Anabrus och familjen vårtbitare. Inga underarter finns listade i Catalogue of Life.